# 8298 Loubna
8298 Loubna este o planetă minoră (asteroid) din centura de asteroizi. A fost descoperită pe 22 septembrie 1993 la Observatorul European Austral de Henri Debehogne și a fost numită după Loubna Benaïssa⁠(d). 
Obiectul prezintă o orbită caracterizată de o semiaxă mare de 2,1886505 UAi, o excentricitate de 0,11, o înclinație de 3,8249 ° în raport cu ecliptica.